# London Underground 1959 Stock
De London Underground 1959 Stock (Type 1959) was metromaterieel dat bestemd was voor gebruik op de Piccadilly Line, een deep level lijn van de Londense metro, maar heeft ook op andere lijnen dienst gedaan. De treinstellen zijn gebouwd bij Metro Cammell in Birmingham. Ze waren in dienst van 1959 tot 2000.

## Protoserie Type 1956
Voorafgaand aan deze grote materieelserie werd een protoserie Type 1956 gebouwd, bestaande uit drie 7-wagentreinen. Elke trein werd bij een andere leverancier besteld; Metro Cammell, the Birmingham Railway Carriage & Wagon Company en the Glouchester Railway Carriage & Wagon Company. Deze serie kwam in dienst in de jaren 1957-1958. Meest opvallend aan deze proefserie was dat de treinen geheel van aluminium waren gemaakt. Omdat aluminium niet roest, waren de treinen niet geschilderd. Een ander voordeel van aluminium treinen is dat er enige gewichtsreductie wordt bereikt, wat gunstig is voor treinen die steeds moeten optrekken en afremmen. Toch valt dit wat tegen, Type 1956 is slechts 3,5% lichter dan het stalen materieel Type 1938, en Type 1959 is maar 3% lichter. Deze serie is makkelijk van de vervolgseries te onderscheiden omdat ze 5 lampen aan de voorkant hebben in plaats van 3.
Type 1956 werd eerst (samen met Type 1959) ingezet op de Piccadilly Line. Toen daar halverwege de jaren 1970 nieuw materieel kwam, verhuisden ze naar de Northern Line. Daar bleven ze tot 1995 toen ook daar nieuw materieel in dienst kwam.

## Beschrijving
De hoofdserie, Type 1959 was grotendeels gelijk aan de protoserie Type 1956. Ook de daaropvolgende serie, Type 1962 verschilde slechts in details van zijn voorganger. Het grootste verschil is dat Type 1959 7-wagentreinen waren, de treinen Type 1962 bestonden uit 8 rijtuigen.
De treinen bestaan uit twee permanent gekoppelde treinstellen, een 3-delig en een 4-delig. De samenstelling van het 4-wagenstel is een motorrijtuig (DM, Driving Motor car) met cabine aan de uiteinden met een gemotoriseerd tussenrijtuig (NDM, Non Driving Motor car en een niet gemotoriseerd tussenrijtuig (T, Trailer) daar tussenin. Het 3-wagenstel heeft geen NDM. De treinen werden alleen in de werkplaats voor onderhoudsdoeleinden ontkoppeld, tijdens de inzet in de reizigersdienst reden ze altijd in een vaste lengte van 7 rijtuigen. De twee cabines in het midden van de trein werden dus zelden gebruikt.

## Inzet
Hoewel de treinen Type 1959 bestemd waren voor de Piccadilly Line, werden ze in het begin vooral ingezet op de Central Line. Daartoe werden ze tijdelijk met een extra tussenrijtuig verlengd. Toen er voldoende nieuw materieel Type 1962 voor de Central Line was, gingen ze alsnog (weer ingekort) op de Piccadilly Line rijden.
Toen de Piccadilly Line werd verlengd naar Heathrow Airport in 1977, werd het materieel op die lijn vervangen door Type 1973. Type 1956 ging vanaf 1975 over naar de Northern Line. Het bleef daar tot 1979.
In de jaren 1980 werd Type 1959 op de Bakerloo Line ingezet.
Ten slotte werden ze weer op de Northern Line ingezet tot de afvoer eind jaren 1990.
Op het laatst zagen de treinen er niet meer uit. Het eens zo heldere zilverkleurige uiterlijk werd er dof en smerig. Een interieuropfrisbeurt had niet het gewenste resultaat, al snel zag het er grauw uit. Ook de storingsgevoeligheid was op het laatst een probleem. Type 1959 was het het enige overgebleven materieel waar een guard nodig was om de deuren te sluiten. Op 28 januari 2000 werd het laatste treinstel buiten dienst gesteld.
Enkele rijtuigen zijn bewaard gebleven bij diverse museumorganisaties, zo rijden de rijtuigen 1044 en 1045 op het eiland Alderney bij de Alderney railway, waar ze door een diesellocomotief worden getrokken of geduwd. Eén rijtuig is naar een politieschool gegaan.

## Fotogalerij

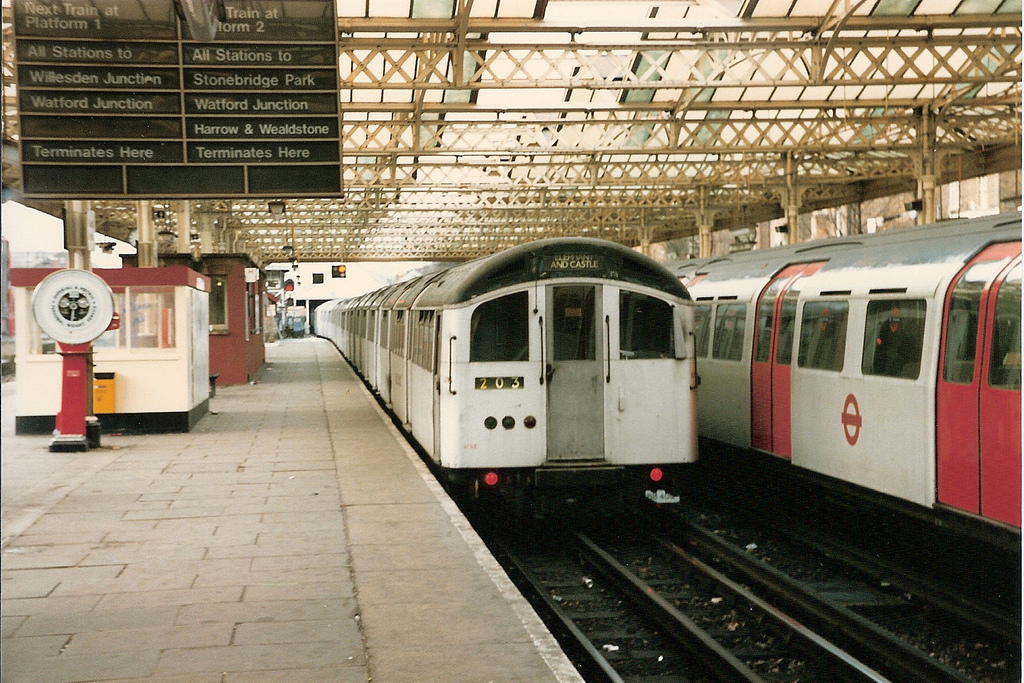
Type 1959 op de Bakerloo Line, station Queen's Park, 1986.
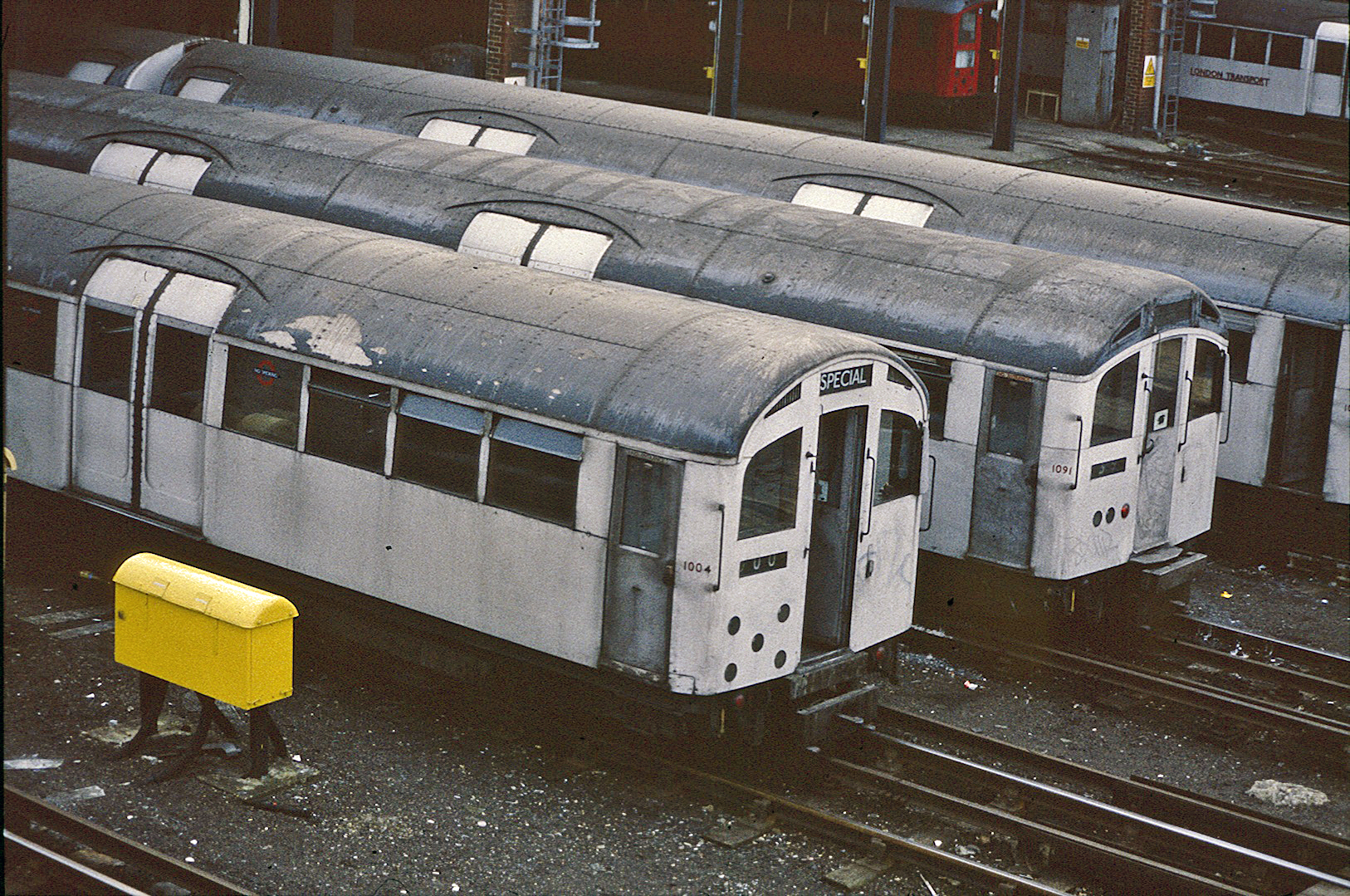
Type 1956 (voor) en Type 1959 op station Morden.
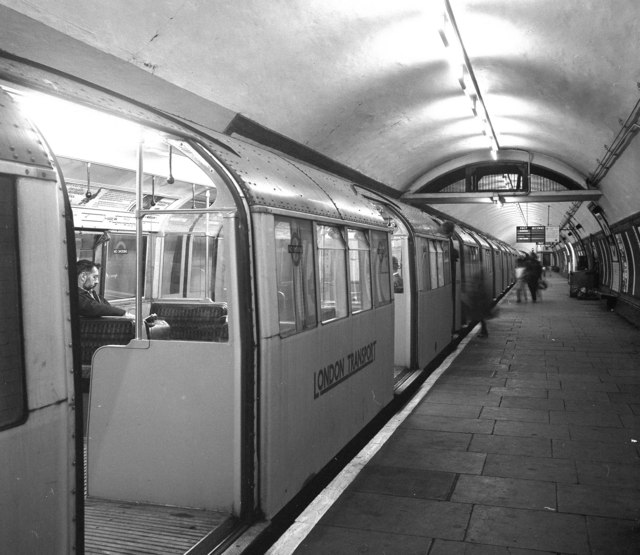
Station Tooting Bec, Northern Line.
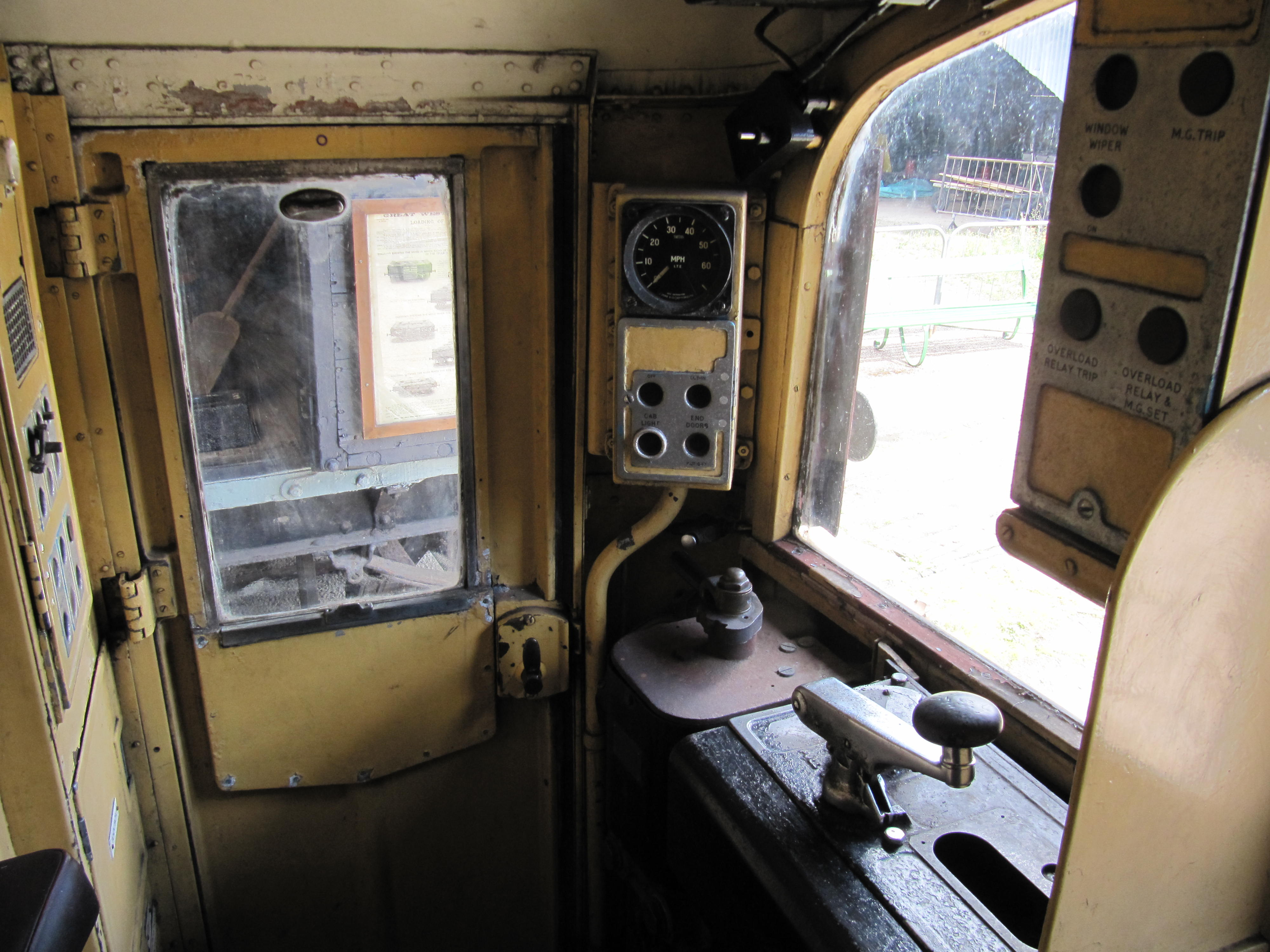
Interieur van de cabine.

## Meer informatie
- Brian Hardy. London Underground Rolling Stock, 1984, ISBN 0904711587